# Arthur Holitscher
Arthur Holitscher (Pest, 22 agosto 1869 – Ginevra, 14 ottobre 1941) è stato uno scrittore e giornalista tedesco.
Noto per i suoi reportage critico-sociali, contribuì a fondare il giornalismo politico-letterario assieme a Egon Kisch.

## Biografia
Nato in Ungheria in una famiglia di ebrei tedeschi, fu costretto dal padre a intraprendere la carriera bancaria, il ché lo portò a lavorare a Budapest, a Fiume e a Vienna. Esordì in campo letterario attorno al 1890, in un periodo nel quale venne influenzato dai socialdemocratici viennesi, poi nel 1894 si trasferì a Parigi, dove entrò in contatto con gli ambienti anarchici influenzati da Pëtr Alekseevič Kropotkin. Dopo aver conosciuto Albert Langen iniziò a lavorare come redattore per la rivista Simplicissimus a Monaco di Baviera, dove frequentò gli ambienti bohémienne assieme a Frank Wedekind, Jakob Wassermann, Thomas Mann e Max Dauthendey.
A Berlino lavorò come redattore della casa editrice Bruno Cassirer, poi intraprese un viaggio in Nordamerica di cui raccolse le esperienze nel reportage politico-culturale Amerika heute und morgen (1912-1923). Con lo scoppio della prima guerra mondiale venne deportato da Londra in Germania, dove si rifugiò nella Prussia Orientale. Lavorò per il Berliner Tageblatt e l'Aktion e partecipò alla Seconda Internazionale di Stoccolma del 1917 in veste di corrispondente per il Neue Freie Presse. Pacifista radicale e socialista, nel 1919 fondò il Teatro proletario assieme a Erwin Piscator, Rudolf Leonhard e Ludwig Rubiner.
Si recò spesso in Unione Sovietica e fu molto attivo nel promuovere la nuova società proletaria. Convinto pacifista, si oppose al nazionalsocialismo, il ché gli costò l'esilio in Svizzera e la messa al rogo di 35 suoi libri nell'ambito dei cosiddetti bücherverbrennungen. Seppur scrivendo per la stampa della resistenza, non riuscì a pubblicare altre opere, il ché lo portò all'emarginazione e alla povertà.